# Отакі Амі
Отакі Амі (яп. 大滝 麻未; нар. 28 липня 1989) — японська футболістка. Вона грала за збірну Японії.

## Кар'єра в збірній
Дебютувала у збірній Японії 20 червня 2012 року в поєдинку проти Швеції. З 2012 по 2013 рік зіграла 3 матчів в національній збірній.

## Статистика виступів
| Збірна Японії | Збірна Японії | Збірна Японії |
| Рік           | Матчі         | Голи          |
| ------------- | ------------- | ------------- |
| 2012          | 1             | 0             |
| 2013          | 2             | 0             |
| Загалом       | 3             | 0             |